# Pieter Harme Witkamp

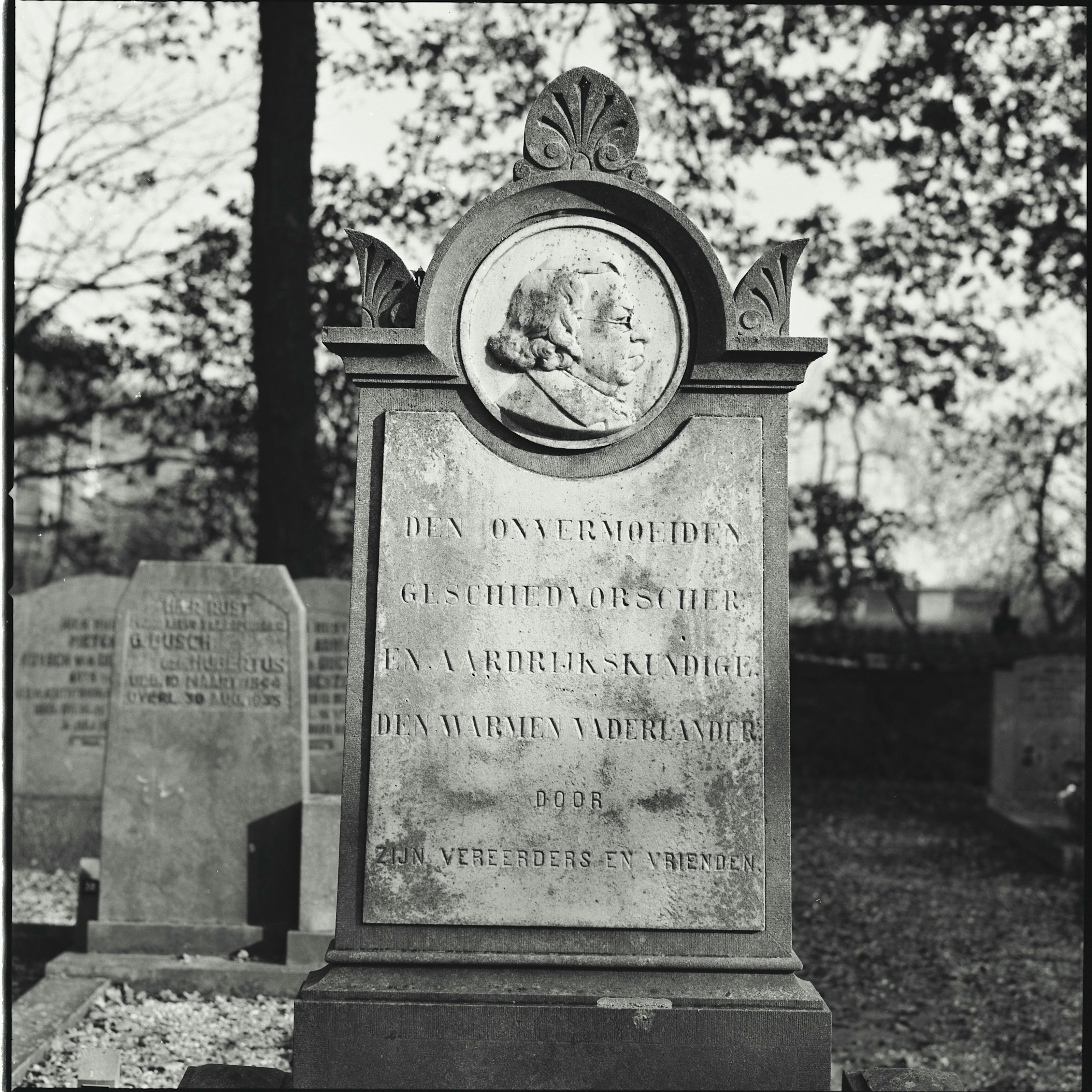
Grafmonument in Wijchen

Pieter Harme Witkamp (Amsterdam, 30 oktober 1816 – Wijchen, 8 januari 1892) was een Nederlands docent, historieschrijver en aardrijkskundige. Hij wordt ook vermeld als Pieter Harmen Witkamp.

## Leven en werk
Pieter Witkamp was een zoon van boekhouder Harme Philip Witkamp en Johanna Maria Deutschman. Hoewel Witkamp al jong was geïnteresseerd in andere landen en volken, ging hij op aanraden van zijn ouders bij een edelsmid in de leer. Het beviel hem niet en een paar maanden later maakte hij de overstap naar de Tusschenschool van Pieter Best om te worden opgeleid tot onderwijzer. Hij werd hulponderwijzer (1837) bij de school van het Hersteld Evangelisch Luthersche Weeshuis, later eerste onderwijzer (1846) aan de nieuwe oefenschool voor aankomende onderwijzeressen. Witkamp trouwde in 1841 met Johanna Elisabeth Appenzeller (1820-1903). Rond 1852 werd hij assistent van Samuel Sarphati en in 1854 zegde hij definitief zijn baan als onderwijzer op. Hij werd bibliothecaris van Sarphati's 'Vereeniging voor Volksvlijt', administrateur van het Tijdschrift voor Volksvlijt en droeg bij aan de totstandkoming van het Paleis voor Volksvlijt.
Witkamp publiceerde vanaf 1840 onder andere over de geschiedenis van Amsterdam, het Huis Oranje-Nassau en Artis, maar was vooral een verdienstelijk geograaf. 
Hij door het hele land en noteerde daarbij zaken die hem opvielen. Hij publiceerde diverse handboeken en (school)atlassen. Ter gelegenheid van zijn 70e verjaardag werd in het Paleis voor Volksvlijt een feest georganiseerd met enkele honderden genodigden. Hij ontving daar onder meer een vriendenrol, ontworpen door Pierre Cuypers, een bronzen reliëfportret van Emil Van den Bossche, de benoeming tot erelid van het Koninklijk Nederlands Aardrijkskundig Genootschap en een aquarel van zijn geboortehuis, geschilderd door neef Ernst Witkamp.
Pieter Harme Witkamp overleed op 75-jarige leeftijd en werd begraven in Wijchen. Op zijn graf werd een half jaar later een monument geplaatst met zijn reliëfportret, gemaakt door Joseph Mendes da Costa, en het opschrift DEN ONVERMOEIDEN GESCHIEDVORSCHER EN AARDRIJKSKUNDIGE, DEN WARMEN VADERLANDER. DOOR ZIJN VEREERDERS EN VRIENDEN.

## Enkele publicaties
- 1844 – Handboekje der Aardrijkskunde van het Koningrijk der Nederlanden, het Groothertogdom Luxemburg en de Bezittingen der Nederlanders buiten Europa. Inzonderheid ten dienste van jonge lieden, die eene beschaafde opvoeding ontvangen. Amsterdam: C.L. Brinkman.
- 1850 – Beschrijving van Azië. Amsterdam: J.H. Laarman.
- 1861 – Het Paleis voor Volksvlijt te Amsterdam.
- 1862-1869 – Amsterdam in schetsen. Twee delen.
- 1863 – Het nationaal herinneringsfeest in 1863. Gedenkboek van Neerlands vijftigjarig grondwettig volksbestaan onder het huis van Oranje. Dordrecht: J.P. Revers.
- 1871-1880 – Geschiedenis der Zeventien Nederlanden, met historische atlas. 6 delen.
- 1872 – De dierentuin van het Koninklijk Zoölogisch Genootschap Natura Artis Magistra te Amsterdam. Samen met Hermann Schlegel. Amsterdam: Gebroeders Van Es.
- 1875 – Natura Artis Magistra in Schetsen.
- 1877 – Aardrijkskundig Woordenboek van Nederland door P.H. Witkamp. Amsterdam: Scheltema & Holkema en C.L. Brinkman.
- 1879 – Prins Hendrik der Nederlanden. Eene Levenschets. Samen met Martin Kalff. Amsterdam: Scheltema & Holkema.
- 1881 – Prins Willem Frederik Karel der Nederlanden. Eene levensschets.Samen met P.H. Craandijk.
- 1881 – Vereeniging en scheiding. Geschiedenis van Noord-Nederland en België van 1813-1880. Samen met P.H. Craandijk. Doesburg: Van Schenk Brill.
- 1890 – Map Provincie Groningen. Wegwijzer voor wielrijders door de Provincie Groningen. Arnhem: J. Voltelen.

## Enkele werken

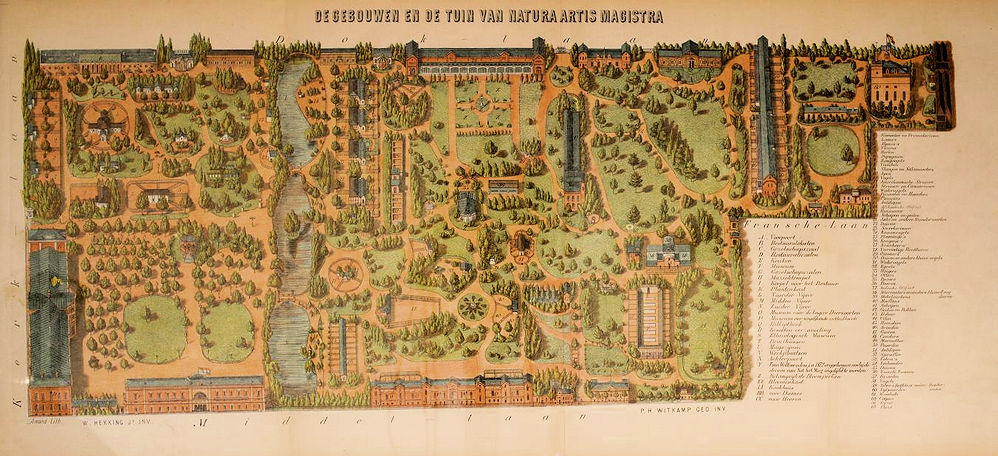
Plattegrond van Artis
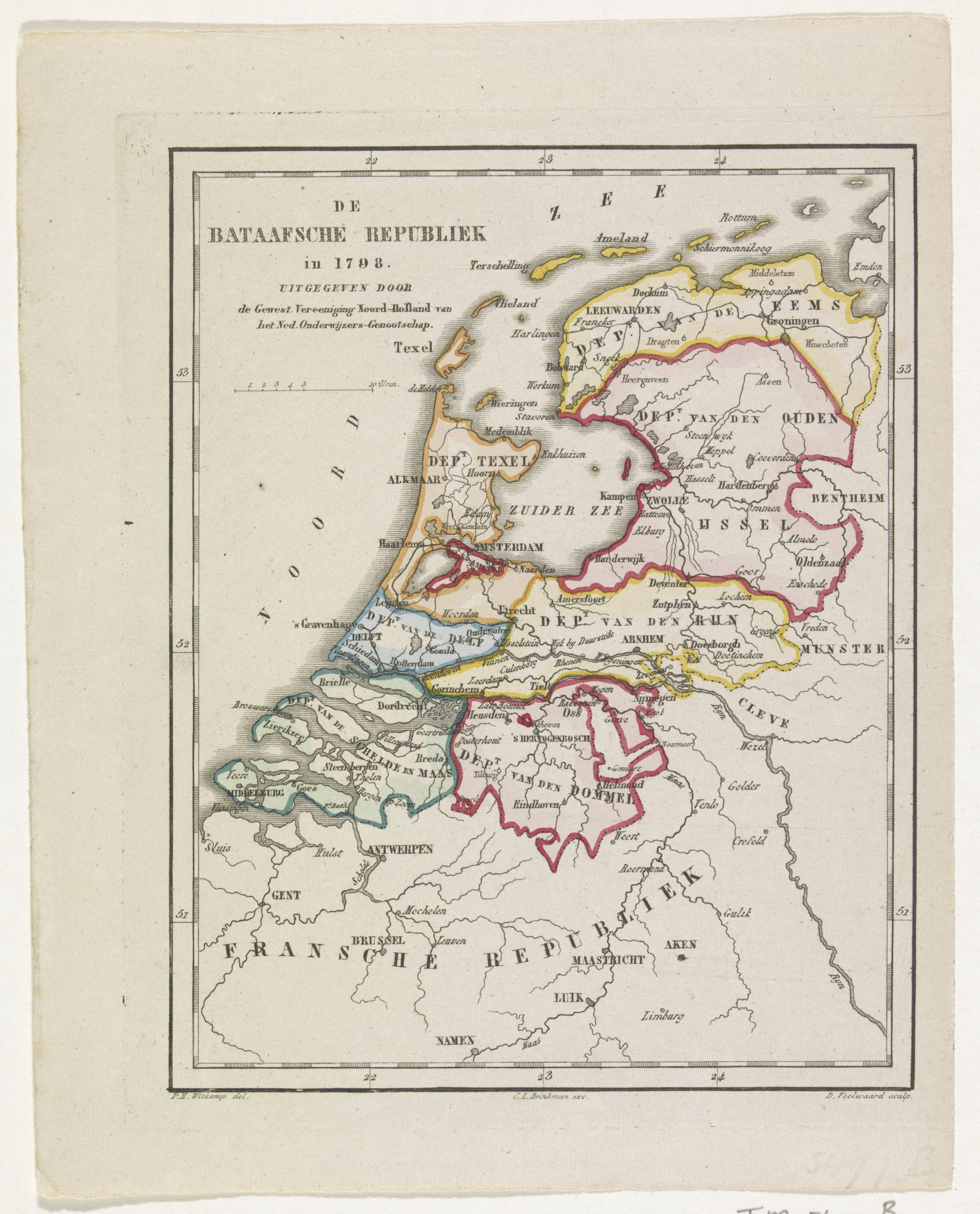
Kaart van de Bataafse Republiek in 1798
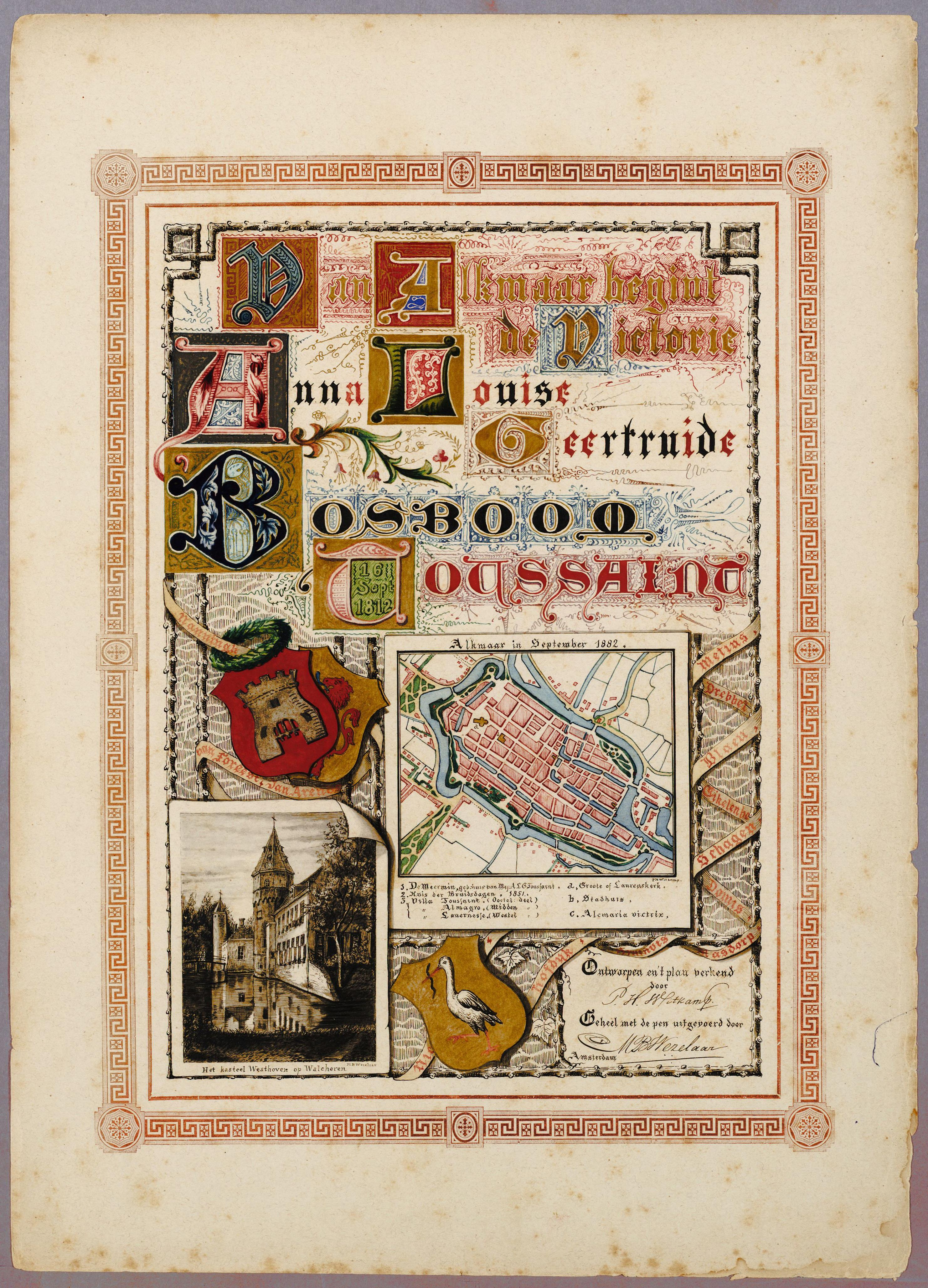
In Alkmaar begint de Victorie, bijdrage van Witkamp en Matthijs Wezelaar aan het Album van Mevrouw Bosboom-Toussaint (1882)

- Biografisch Portaal: 95245076
- Digitale Bibliotheek voor de Nederlandse Letteren: witk002
- Gemeinsame Normdatei: 172455219
- International Standard Name Identifier: 0000 0003 6986 7721
- Nederlandse Thesaurus van Auteursnamen: 070106916
- RKD-Nederlands Instituut voor Kunstgeschiedenis: 417186
- Virtual International Authority File: 249157115
- WorldCat: E39PBJmdvHfQVfRXTRRxhGx4bd